# T.A.T.u.
t.A.T.u.（タトゥー）は、リェーナ・カーチナとユーリャ・ボルコワによって構成される女性デュオ。1998年にロシア連邦のモスクワ市にてイワン・シャポワロフの主導によって結成された。
ヨーロッパで大きな成功を収めたポップ・グループとして、t.A.T.u.のアルバムとシングルの累計売上枚数は全世界で1500万枚を突破した。
2011年に活動休止を発表するが、2012年に再結成。しかし2014年に再び解散を表明、その後2022年から活動を再開。

## 略歴

### 1998年 – 2000年: t.A.T.u.結成
イワン・シャポワロフと、彼の友人でありビジネス・パートナーであったアレクサンドル・ボイチンスキーが、ロシアで音楽プロジェクトを始める計画を立てた。この案を練りながら、シャポワロフとボイチンスキーは1998年初めにモスクワで10代の女性歌手を対象としたオーディションを開催した。
オーディションが終盤となるころには、シャポワロフとボイチンスキーは候補者を10人に絞っていた。そこには、ニェポセドゥイ（Непоседы）の元メンバーであったリェーナ・カーチナとユーリャ・ボルコワも含まれていた。
2人の少女はとりわけ出で立ちと歌の経験について他の候補者よりも際立っていたが、シャポワロフとボイチンスキーは、ロクセットの「愛のぬくもり」（It Must Have Been Love）を歌った13歳のリェーナを選出する。リェーナはデモ曲の録音を始めた。リェーナの父セルゲイ・カーチン（Сергей Катин）は優れた作曲家で音楽プロデューサーでもあり、ボイチンスキーとは面識があった。
このときのグループ名は「ТАТУ」ではなく、単に「プロジェクト」だった。
ちょうどその頃、ボイチンスキーはアライド・フォース作戦の爆撃でユーゴスラヴィア（当時）の首都ベオグラードにいた家族を失い、悲しみに打ちひしがれていた。そこでボイチンスキーは不条理な戦争の悲しみや憤りを込めた「ユーゴスラヴィア（Югославия）」を作曲し、リェーナに歌わせてデビューさせたという経緯がある。しかし「ユーゴスラヴィア」はまったく売れなかった。これを不満に感じたシャポワロフは、プロジェクトにもう一人女の子を加えることを提案した。そして、1998年10月の終わりに、13歳の少女であったユーリャをグループに加えた。またボリス・レンスキーをスポンサーとして招きよせ、プロジェクトの財務面の安定化を図った。作家陣としては、セルゲイ・ガロヤン（作曲）、ワレリー・ポリエンコ（作詞）の2人を発掘した。それまで全く無名な学生に過ぎなかったガロヤンとポリエンコは、若い才能を充分に開花させることとなる。
こうして「プロジェクト」は「ТАТУ」に改称された。ТАТУというグループ名は、ロシア語の「Та любит ту」（ター・リュービト・トゥー、"This （girl） loves that （girl）"の意）の略だとされている（なお、普通名詞としてのТАТУはロシア語でタトゥーのことである）。こうして、リェーナとユーリャはプロデューサーらとともにレコーディングを進めていった。
シャポワロフは、当時の恋人でありMTVロシアに勤めていたエリェーナ・キーペルから、ТАТУの新しい路線を決める着想を得た。キーペル自身は、スウェーデン映画『ショー・ミー・ラヴ』を参考とし、ミドルティーンの少女同士が織りなす甘く切ない物語、または性を超えて愛しあう純粋なふたつの魂の結びつきというイメージを描いていたが、シャポワロフはキーペルの案をより過激で煽情的に具現化させようとした。ボイチンスキーは、シャポワロフが進めたこの路線について意見の折り合いをつけることができず、プロジェクトを離脱することとなった。シャポワロフは、ボイチンスキーに代わり、キーペルをデビュー・アルバムの共同プロデューサー兼共同作家として迎え入れた。

### 2000年
2000年9月、キーペル作詞、ガロヤン作曲による「ヤー・サシュラー・ス・ウマー（Я сошла с ума / 私はおかしくなった）」が大ヒットし、一躍有名になった。イワン・シャポワロフは「ヤー・サシュラー・ス・ウマー」のプロモーション・ビデオで、ヴォーカルの2人に同性愛の演技をさせ、これがセンセーションを巻き起こした。12月、シングル「ヤー・サシュラー・ス・ウマー」を発表。

### 2001年
2001年、同じくキーペルとガロヤンのコンビで「ナス・ニェ・ダゴニャット（Нас не догонят / 私たちはつかまらない）」がヒットし、アルバム『200・ポ・フストレーチノィ（200 ПО ВСТРЕЧНОЙ / （時速200キロで逆走）』（5月発表）が更にヒットした。これ以降、インターネットを介してその存在が世界中で話題となり、主に東欧各国でヒットチャートを駆け上っていった。また、西欧、北米への本格進出のために英語版の製作がはじめられた。

### 2002年
2002年、トレヴァー・ホーンが編曲した『200・ポ・フストレーチノィ』の英語版『200 KM/H IN THE WRONG LANE』がリリースされ、さらに「ヤー・サシュラー・ス・ウマー」の英語版「All the things she said」のプロモーション・ビデオがリメイクされた。また、ТАТУのラテン文字表記は、従来はキリル文字をそのまま翻字した「TATU」だったが、すでにオーストラリアにTatuというバンドが存在していたことに配慮し「t.A.T.u.」に改名した。
この2002年の後半がt.A.T.u.人気の絶頂であったと言える。しかし、このころ既にメンバーの間では激しい軋轢が生じていた。
シャポワロフが考案した「同性愛を前面に押し出した少女2人組」と言うコンセプトは、演じているヴォーカルの2人にとっては強い抵抗があった。また、最初にコンセプトを提供したキーペルにとっても耐え難いものだった。またギャラ支払いの不明瞭さの問題もあった。
しかし、このコンセプトの成功に確信を持ったシャポワロフは、ヴォーカルの2人の入れ替えを画策したため、結局キーペルとガロヤンは脱退し、リェーナとユーリャは踏みとどまった。
t.A.T.u.の経済的成功は2003年まで続くが、キーペルとガロヤンの脱退の影響は大きく、彼らの脱退後にリリースした曲はいずれも期待したほどヒットしたと言えなかった。

### 2003年

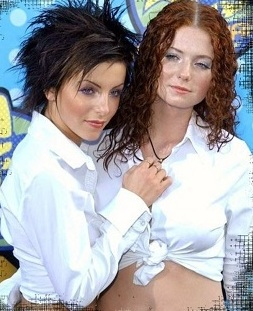
MTV Movie Awardsにて（2003年）

2003年のユーロビジョン・ソング・コンテストでt.A.T.u.は政治的メッセージ性の強い「ニ・ヴェーリ、ニ・ボイスャ（Не верь, не бойся / 信じるな、恐れるな）」をひっさげてロシア代表として参加した。しかしシャポワロフはヴォーカルの2人に反抗的な我がまま娘の演技を指導していたため、現地会場のファンの支持を得られず、3位に終わる。実際は、これ以前からユーリャ・ボルコワは喉の障害で十分な声が出なくなっており、2002年の12月に加入したカーテャ・ネチャエヴァがユーリャのパートを歌っていた（本番ではユーリャが歌った）。
2003年になってようやくt.A.T.u.人気が日本に上陸したが、この頃にはシャポワロフの路線は完全に破綻していた。ヴォーカルの2人はそれぞれの交際相手を隠さなくなっていたし、彼女らの家族もシャポワロフのコンセプトは事実ではないことを明らかにしていた。キーペルやガロヤンの脱退後も踏みとどまっていたポリエンコもこの頃シャポワロフと絶縁し、t.A.T.u.の成功を支えた主要な作詞・作曲者は全ていなくなっていた。それでもファンがついていたのはガロヤンやボイチンスキーの曲に魅力があったからなのだが、シャポワロフはスキャンダラスな路線をさらに過激化させていった。
なお、日本での初アルバム『t.A.T.u.』は国内盤と輸入盤の合計で200万枚が売れた。t.A.T.u.は、当時の日本では「宇多田ヒカルのデビュー当時に匹敵する」ともいわれる人気グループであった。
シャポワロフは、2003年4月にイギリスでの公演を無茶苦茶な理由をつけて直前にキャンセルしたのをはじめ、各地で不条理なドタキャンを指示した。
日本においても2003年6月27日、テレビ朝日の『ミュージックステーション』で、冒頭には出演したものの、その後行方をくらました。t.A.T.u.に割り当てられた時間が空いたため、既に演奏を終えていたTHEE MICHELLE GUN ELEPHANTが埋め合わせとして、別な曲を番組の最後に追加で演奏した。28日、t.A.T.u.の所属するユニバーサルミュージックがテレビ朝日に謝罪した。一方、29日にメンバー自身とシャポワロフが会見を開いたものの謝罪せず、そのまま帰国した。2013年の取材でメンバー2人は、「このドタキャンはシャポワロフから電話で指示されたもので、まだ10代だった2人は彼の指示に従わざるを得ず、テレビ局を立ち去った。その後シャポワロフは、指示の理由を『話題作りのため』と明かした」と語っている。
2003年12月に再来日し、東京ドームでのコンサートを2日間実施したが、両日とも5万人の会場の半数ほどが空席（公式発表によると、初日の動員数は25,029人だった）。公演前、S席7500円・A席6500円のチケットがネットオークションなどに数百円ほどで大量に出回っていた。
東京ドームコンサートの日、ユーリャ・ボルコワは体調を崩して出演できる状態ではなかったのだが、その歌唱力と表現力は集まったファンを納得させるものがあった。しかし、渋谷陽一・四方宏明などの絶賛以上に、従前の事件および事後報道が影響し、日本におけるt.A.T.u.ブームは完全に失速したものとなった。また、このコンサートでもシャポワロフはヴォーカル2人に直前のキャンセルを指示していたために、ヴォーカルのふたりとシャポワロフの信頼関係は完全に失われた。
東京でのコンサート後、リェーナが脱退を示唆する。シャポワロフはその後も、リェーナおよびユーリャのロシア大統領選出馬表明など、無軌道なスキャンダル路線を指示し続けるが、その一方でセカンドアルバムの製作も発表し、その製作模様はドキュメンタリーとしてテレビ放送されることになった。
また、2003年12月にはt.A.T.uの劇場アニメ化が発表された。『t.A.T.u. PARAGATE』というタイトルだったが、その後進展がなく立ち消えとなった模様である。

### 2004年
2003年12月にロシアのSTSテレビでドキュメンタリー『アナトミヤТАТУ』が放映されたのに続き、2004年1月〜3月にテレビシリーズ『タトゥー・フ・パドネベースノィ（t.A.T.u. в Поднебесной / 天空のТАТУ）』が放映されるが、その内容は、t.A.T.u.内部の軋轢とシャポワロフの無軌道ぶりだった。セカンドアルバムの製作は遅々として進まず、シャポワロフからはセカンドアルバムをより良いものにしようという気も、期日（放送最終日の3月14日）までに仕上げようという気も、まるで感じられなかった。リェーナとユーリャにとってシャポワロフは、自分たちを世界的スターにしてくれた人物であり、何年も苦楽を共にしてきた親友でもあったが、この期に及んでもまともに活動をしようとしないシャポワロフを最終的に見限り、ついにシャポワロフに契約破棄を突きつける（2月）。シャポワロフはこの危機的状況を収拾しようともせず、番組もそのまま終了した。
その後の4月スポンサーたちはこの混乱の責任はシャポワロフにあるとして彼を解任した。新プロデューサーには、前の副プロデューサーだったキーペルに就任を依頼し、キーペル側も快諾したが、リェーナ、ユーリャらはキーペルの復活を望まず、結局メイン・スポンサーであったボリス・レンスキーが自ら暫定プロデューサーに就任することになる。シャポワロフの解任後はドタキャン騒動は起きていない。
レンスキーは、自身の作った歌の権利についてt.A.T.u.側と争っていたキーペルと和解すると同時に、ヴォーカルのリェーナとユーリャを呼び戻し、更にガロヤン、ポリエンコと再契約することに成功した。ところがユーリャ・ボルコワが妊娠出産のため仕事が出来なくなり、結局2004年の秋までt.A.T.u.は実働しなかった。
なお、2004年6月に「t.A.T.u.がt.E.m.A.に改名する」というニュースが流れたが、これは「TEMA」というグループ（2004年5月結成。t.A.T.u.とは無関係）の新曲「Кто, если не я（英訳：Who, If Not Me?）」のプロモーションのために流したガセである。
2004年の冬になると、出産を終えたユーリャが復帰し、トレヴァー・ホーン音楽活動25周年コンサートやベスラン学校占拠事件追悼コンサートなどで活動を再開している。また、リェーナの父で作曲家兼プロデューサーのセルゲイ・カーチンによればリェーナのソロ活動も同時に行われることになるという。

### 2005年

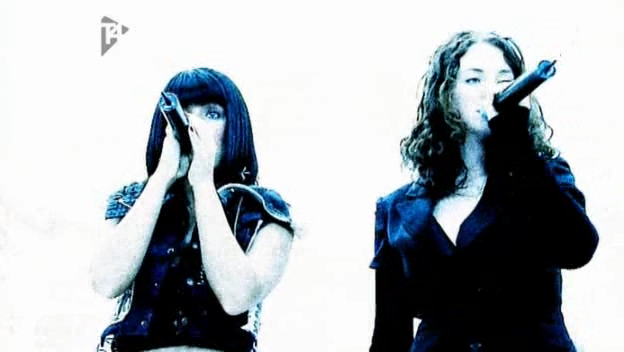
2005年のt.A.T.u.

2005年1月20日。作曲担当のガロヤンと広報マネージャーのアレクサンドラ・ティチャンコが結婚する。ユーリャは、直前まで2人の交際を誰も知らなかったと述べる。
セカンドアルバムの英語版『DANGEROUS AND MOVING』とロシア語版が発売され、それぞれヒットし、MTVロシアの年間最高アルバム賞を受賞した。曲風はファーストアルバムより更に重厚になり、社会性が増した。
シングルカットされた「All About Us」も、アルバムタイトルとなった「ЛЮДИ-ИНВАЛИДЫ（廃人たち）」も、現代の閉塞感への抵抗を秘めたものであることが明らかにされている。
最初期からt.A.T.u.はしばしば陰鬱な政治性を歌に込めているが、セカンドアルバムはそれが前面に出てきた。
インタビューでもセカンドアルバムのテーマが現代社会の暴力性の告発にあることを認めている。

### 2006年
8月18日。再来日したt.A.T.u.は、東京・横浜・名古屋でミニライブをこなし、熱心なファンとの交流が図られた。またはじめて北海道に上陸し札幌ラジオ局に出演するなど地道な活動をおこなった。名古屋のライブハウスHOLIDAYでライブの準備中、客の不入りを理由にライブハウスと管理会社が中止を決定し、日本のマスコミが「またドタキャン」と面白おかしく報道したが、実際はファンは次のライブ会場J.MAXに移動の便宜がはかられたので混乱はなかった。
今回では、「All About Us」収録時から合流していたバンドメンも一緒に来日し、ステージメンバーは6人となり、その顔ぶれはより国際的になった。
函館からユジノサハリンスクに移動したt.A.T.u.だったが、ここで契約解除となるはずだったバンドメンの契約更新が決まり、来年製作予定のサードアルバムまでt.A.T.u.は6人組で活動することになった。
帰国後ユニバーサルとの契約を解消したことから、独自レーベルを立ち上げるのか、セルゲイ・カーチンがプロデュースするのか、様々な噂が飛び交っている。フィリップ・キルコーロフとアーラ・プガチョワが一時t.A.T.u.の権利に関心があったことから、こちらの関係もささやかれている。
9月27日には初のベストアルバム『THE BEST』が発売された。おなじみ「All the things she said」「Not Gonna Get Us」「All About Us」など全20曲を収録。一時期は日本版のみボーナストラックが収録されるということになっていたが、結局インターナショナル盤と同じトラックリストとなった。しかし、日本ではオリコン初登場は186位に終わった。日本では、これが2006年最後のリリースとなった。

### 2007年
2007年リリース予定とされていた3rdアルバムは当年9月になっても発表されず、2008年にずれ込んだ。一方、元々2006年10月にリリースされる予定であった『TRUTH 〜LIVE IN ST.PETERSBURG〜』のDVDがAmazon.com限定で発売されることが決定している。これは、公式サイトで延期が発表されたのち、リリースが2007年8月24日に公式サイトにて緊急発表された。amazon限定という形ではあるものの、ようやくリリースの運びになった。ネフォルマットは、「昨年4月26日ロシアのサンクトペテルブルクで行われた1万人の熱狂ライブとドキュメンタリー映像を盛り込んだ素晴らしい内容」と紹介している。

### 2008年
10月17日、3rdアルバム『Весёлые улыбки（英訳：Happy Smiles）』発売。アルバムは、2008年10月21日にiTunes、t.A.T.u.公式ショップ、モスクワのSoyuz店頭にて発売された。

### 2009年
2009年5月21日、「t.A.T.u.に専念すること」の休止が12月のスタッフ・ミーティングにて決定されていた旨が公式サイトにて公表された。すでに発表されていたとおり、『Весёлые улыбки』から3本目の映像を公開し、映画『You and I』の宣伝の本人稼働は予定どおり行われる。また、Happy Smilesの特別盤が発売される予定となっている。
2009年5月27日、リェーナとユーリャは、互いにソロ活動を開始すること、そしてt.A.T.u.はt.A.T.u.のまま継続することを公式ブログにて発表した。リェーナは、「これからt.A.T.u.としてだけではなく、ユーリャと私という独立した2人のアーティストが生まれることになります」と述べた。すなわち、リェーナとユーリャはそれぞれのソロ活動とt.A.T.u.としての活動を並行するという意味である。リェーナはt.A.T.u.制作チームと連携してソロ活動を開始する。
2009年12月15日、3rdアルバムの英語版である『Waste Management』を発売。

### 2010年
新年のあいさつのビデオで、グループ解散の噂を否定。

### 2011年
グループの活動休止を発表。ソロ活動へ。

### 2012年
アルバム『200 KM/H IN THE WRONG LANE』の発売10周年を記念して再結成。オーディション番組『The Voice』2012年度ルーマニア版に出演し「All the things she said」を披露した。

### 2013年
スニッカーズの新CMへの起用を機に7年ぶりの来日。スニッカーズのCMに出演していた内田裕也と対談し、内田が主催するニューイヤーズワールドロックフェスティバルへの出演依頼に快諾した。スニッカーズのCMは、同年9月に戸田市の野球場で収録された。

### 2014年
2014年ソチオリンピックの開会式の前日イベントに出演した。
2月19日、再び解散を表明する。

### 2022年
2021年、来年再び再結成することがアナウンスされ、2022年9月、ミンスクで開催されたOVION SHOWでパフォーマンスを行った。

## イメージ
初期のt.A.T.u.は、リェーナとユーリャがレズビアン・カップルであるというイメージを前面に押し出していた。しかしそれはグループのイメージの一部でしかないことが、2003年のドキュメンタリー『Anatomy of t.A.T.u.』にて明らかにされた。リェーナとユーリャはレズビアンの恋人同士ではない（ただし、ユーリャ・ボルコワは後にバイセクシュアルであると公表している）。2008年8月のインタビューにてリェーナは、すべてがやりすぎだったものの、互いに偽りない感情を表現していたと述懐している。同記事にてユーリャは、10代の頃のことであり、その時はそれが本当の愛だと感じていたと付け加えている。

## メンバー

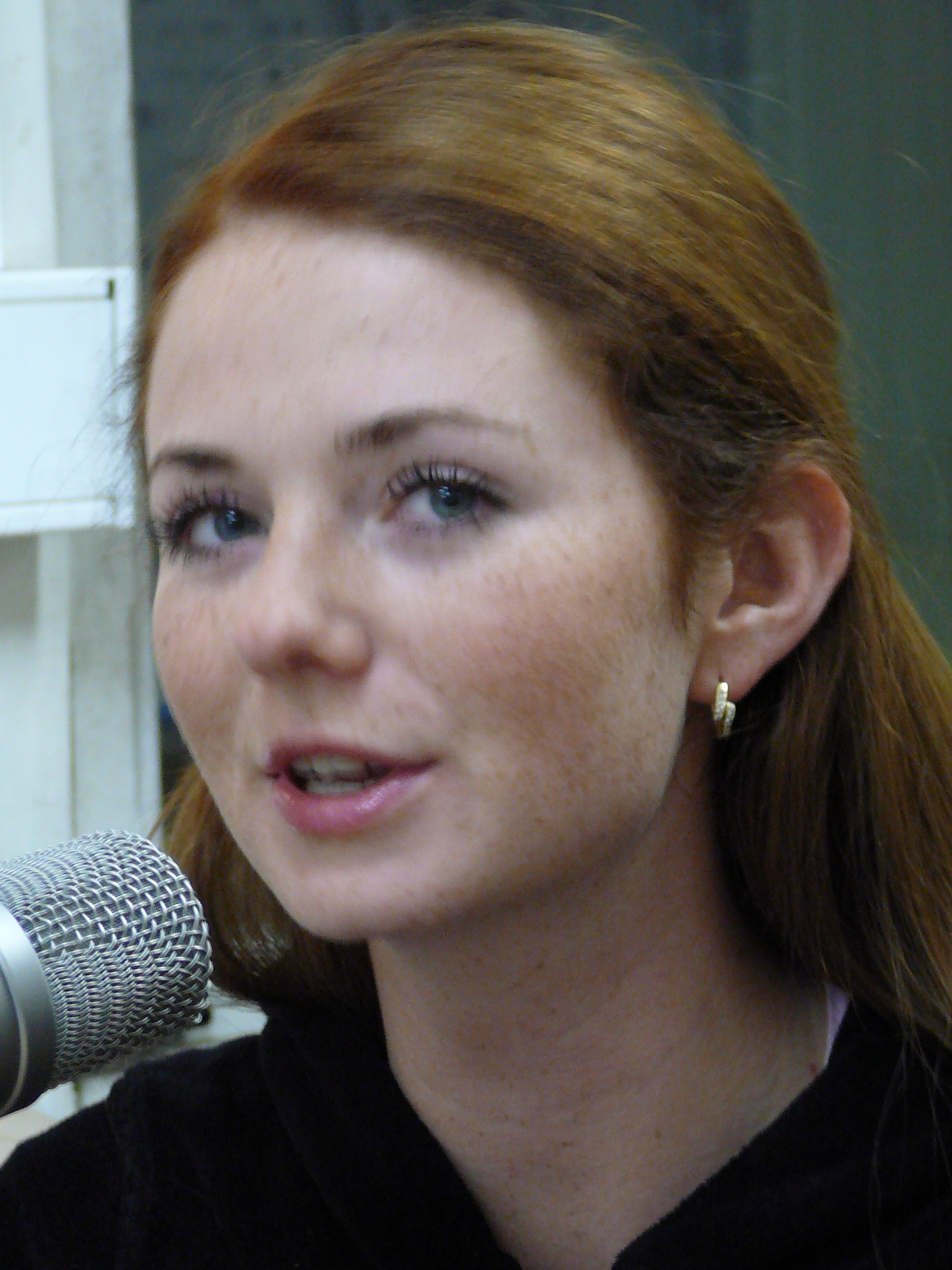
リェーナ

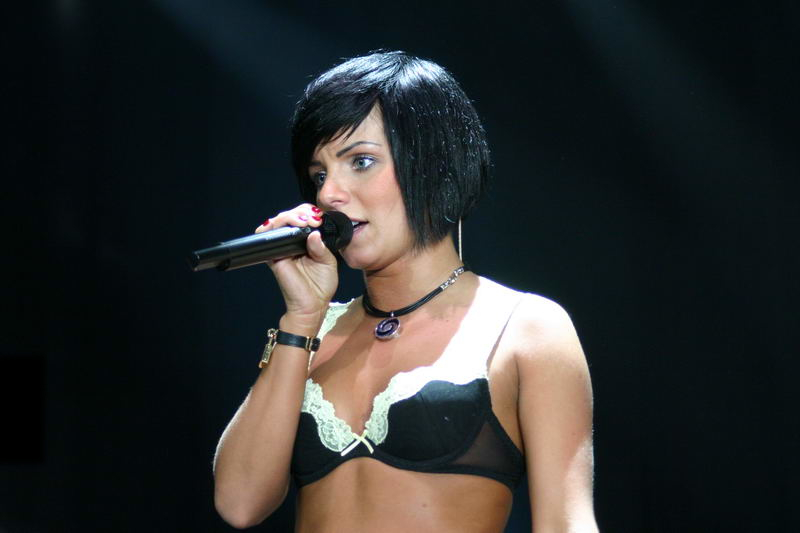
ユーリャ

しばしば、ヴォーカルのリェーナ・セルゲーエフナ・カーチナとユーリャ・オレーゴフナ・ボルコワの2人組のみがt.A.T.u.であるかのように誤解されているが、厳密にはプロデューサー・作曲者・作詞者・各マネージャーを含むプロジェクト全体の名称である。
ヴォーカルの2人だけを指すときはтатушки（タトゥーシュキ）と呼ぶのが正しい。
片方だけを呼ぶときは単数形でтатушка（タトゥーシュカ）と呼ぶ。これはロシア語における「тату」の愛称形（指小語）であるが、このような言語学的解説は理解されにくいため、ニェフォルマット社では「татушка」（タトゥーシュカ）は「тату девушка」（タトゥー・ジェーヴシュカ、"tatu girl"の意）の略というより単純な説明をしている。
- ヴォーカル：

リェーナ・セルゲーエフナ・カーチナ
1984年10月4日モスクワ生まれ。身長158cm。日本のメディアでは英語風に「レナ・カティーナ」とも表記される。
ユーリャ・オレーゴフナ・ボルコワ
1985年2月20日モスクワ生まれ。身長154cm。日本のメディアでは英語風に「ジュリア・ヴォルコヴァ」とも表記される。
- メイン・スポンサー：

ボリス・レンスキー
- プロデューサー：

イワン・ニコラエビッチ・シャポワロフ（解任）
ボリス・レンスキー（メインスポンサー兼任）
リェーナ・カーチナ（ヴォーカル兼任）
ユーリャ・ボルコワ（ヴォーカル兼任）
- 副プロデューサー：

エリェーナ・ウラジーミロフナ・キーペル（脱退）
- 1stアルバム英語版プロデューサー：

トレヴァー・ホーン
- 作曲担当：

セルゲイ・ガロヤン（脱退、のちに復帰）
アレクサンドル・ボイチンスキー（脱退）
イワン・シャポワロフ（脱退）
R. リャプツェフ （Р. Рябцев）
E. クリツィン （Е. Курицын）
M. ラサール （M. Lasar）
L. アレクサンドロフスキー （L. Alexandrovski）
A. ポクートニ （A. Pokutni）
V. アダリチェフ （V. Adarichev）
- 作詞担当：

エリェーナ・キーペル
ワレリー・ポリエンコ（脱退、のちに復帰）
イワン・シャポワロフ（脱退）
R. リャプツェフ
A. ヴルィフ（А. Вулых）
A. カサエワ（А. Касаева）
V. ステパンツォフ（В. Степанцов）
- 英語版作詞者：

トレヴァー・ホーン
マーティン・キールセンバウム
- コンサートマネージャー：

レオニード・ズュニク （脱退）
オルガ・マトヴェーワ （現役）
- 広報担当マネージャー：

ベアタ・アルジェーエワ （事故のため退職）
アレクサンドラ・チチャンコ （結婚退職）
エヴゲーニア・ヴォエヴォディーナ （現役）
- 専属ダンサーズ：6名 （解雇）

途中、ヴォーカルにカーテャ・ネチャエワ （Катя Нечаева） （解雇）が参加していた頃もあった。
- スポット参加：

カーテャ・ネチャエワ （Катя Нечаева）
エストニアの若手シンガー。
2001年エストニアでデビュー。同年12月イワン・シャポワロフと契約した後、バックコーラスのひとりとしてТАТУに参加した。このころユーリャの発声が不安定となり、しばしばカーテャがユーリャのパートを代わりに歌っていた。2002年のユーロビジョン・ソングコンテストでは3人目のヴォーカルとして表舞台に出るのではないかとうわさされたが実現しなかった。その後もシャポワロフはカーテャのソロデビューを構想していたので、カーテャも2003年の「天空」までТАТУと行動をともにしていた。ところが脱退したユーリャとリェーナを引き戻すためにレンスキーらスポンサーがシャポワロフを解任。シャポワロフを信じて残留していたカーテャは居場所を失い、結局ТАТУを去ることになった。カーテャとともに契約したエストニア人ドラマーとギタリストがいたが、「天空」以前にТАТУから離れている。
- ゴードン・マシュー・サムナー （Gordon Matthew Sumner, STING）

1951年10月2日、イギリスのニューカッスル・アポン・タイン生まれ
英国ロックの大物スティングの本名。
1977年に、ポリスを結成、1978年にA&Mより「ロクサーヌ」でデビュー、1983年、活動休止。 1985年、スティングとしてのソロ活動を開始。1999年に発表した『ブラン・ニュー・デイ』は、第42回グラミー賞を2部門で受賞。
他にも熱帯雨林の保護運動家。国際的な人権保護運動家の側面を持つ。ТАТУのセカンドアルバム「デンジャラス・アンド・ムーヴィング」では、「Friend or Foe」という曲のベーシストとしてスポット参加。
- リチャード・カーペンター （Richard Carpenter）

1946年10月15日、アメリカ生まれ
カーペンターズにてボーカル、作曲、アレンジなどを担当していた。t.A.T.uのセカンドアルバム「デンジャラス・アンド・ムーヴィング」では、「GOMENASAI」という曲のストリングス・アレンジを手掛けた。
- デイヴ・スチュワート （David A. Stewart）

1952年9月9日、イギリス生まれ
元ユーリズミックス。t.A.T.uのセカンドアルバム「デンジャラス・アンド・ムーヴィング」では、「Friend or Foe」という曲を手掛けた。

## ディスコグラフィ
- 1999年

「プロジェクト」結成。ヴォーカルはリェーナのみ。
Югославия / ユーゴスラヴィア（有線とラジオ放送のみ）
Ельцин / エリツィン（不明）
- 2000年

「ТАТУ」に改称。ユーリャ加入。ヴォーカル2人制
Я сошла с ума / ヤー・サシュラー・ス・ウマー（シングル）
ヤー・サシュラー・ス・ウマー（プロモーション・ビデオ）
- 2001年

Нас не догонят / ナス・ニェ・ダゴニャット（シングル）
200 по встречной / 200・ポ・フストゥレーチノイ（アルバム）
ナス・ニェ・ダゴニャット（プロモーション・ビデオ）
30 минут / 30ミヌートゥ（プロモーション・ビデオ）
- 2002年

Not Gonna Get Us（ナス・ニェ・ダゴニャット英語版）をアメリカでリリース（シングル）
All the Things She Said（ヤー・サシュラー・ス・ウマー　英語ヨーロッパ版）をドイツでリリース（シングル）
200・ポ・フストレーチノイ新装版（アルバム）
「t.A.T.u.」に改称
All the Things She Said（ヤー・サシュラー・ス・ウマー　英語アメリカ版）をアメリカでリリース（シングル）
Простые движения / プラストィーイェ・ドゥヴィジェーニヤ（プロモーション・ビデオ）
カーテャ加入。部分的なヴォーカル3人制。
- 2003年

Не верь, не бойся / ニ・ヴェーリ・ニ・ボイスャ（ユーロヴィジョン用プロモーション）
ニ・ヴェーリ・ニ・ボイスャ（歌詞改訂版）
ニ・ヴェーリ・ニ・ボイスャ（プロモーション・ビデオ）
Ничья / ニチヤ（東京ドームコンサート用、2005年のアルバムに収録）
- 2004年

Белочка / ビェーラチカ
Защищаться очками / ザシシャーッツァ・アチカーミ（テレビ放映のみ）
Всё нормально / フスョー・ナルマーリナ（収録のみ）
Ты согласна / トィ・サグラースナ（2005年のアルバムに収録）
В космосе сквозняки / フ・コースマスェ・スクヴァズニャキー（収録のみ。歌詞のみ2005年のアルバム収録曲に使われる）
- 2005年

All About Usを日本で先行リリース。続いて全世界でリリース（シングル）
Dangerous and Movingを日本で先行リリース、続いて全世界でリリース（アルバム）
Люди-инвалиды / リューディ・インヴァリードィをロシアでリリース（アルバム）
- 2006年

THE BEST（初ベストアルバム）
- 2007年

DVD TRUTH 〜LIVE IN ST.PETERSBURG〜
- 2008年

You and I(Happy Smiles)　本国で10月21日に発売。映画「You and I -Finding t.A.T.u-」主題歌。
Весёлые улыбки / フェスョールィエ・ウールィプキ（アルバム）3年ぶり、3枚目のアルバムとなる。
- 年代不明の曲（ボツ曲、デモ版、他の歌手の曲など）

В твоих руках / フ・トヴァイーフ・ルカーフ
Мелодия любви / ミロージヤ・リュブヴィー
Лишь тебя / リーシュ・チビャー
Альфонс / アリフォーンス
Ты сошёл с ума（Я не глотаю） / トィ・サスョール・ス・ウマー（ヤー・ニ・グラターユ）
Одна / アドナー
Полчаса без любви / ポルチサー・ビズ・リュブヴィー
Заведи / ザヴェディー

## 出演
- ミュージックステーション(テレビ朝日)[30]
- うたばん(TBS系列)
- 真相報道 バンキシャ!(日本テレビ)